# 세종도서관
세종도서관은 경기도 여주시에 있는 도서관이다. 여주시립도서관으로도 부른다.

## 연혁
세종도서관은 1999년 3월 19일 여주군립도서관으로 개관하였다.